# Bacon végétarien

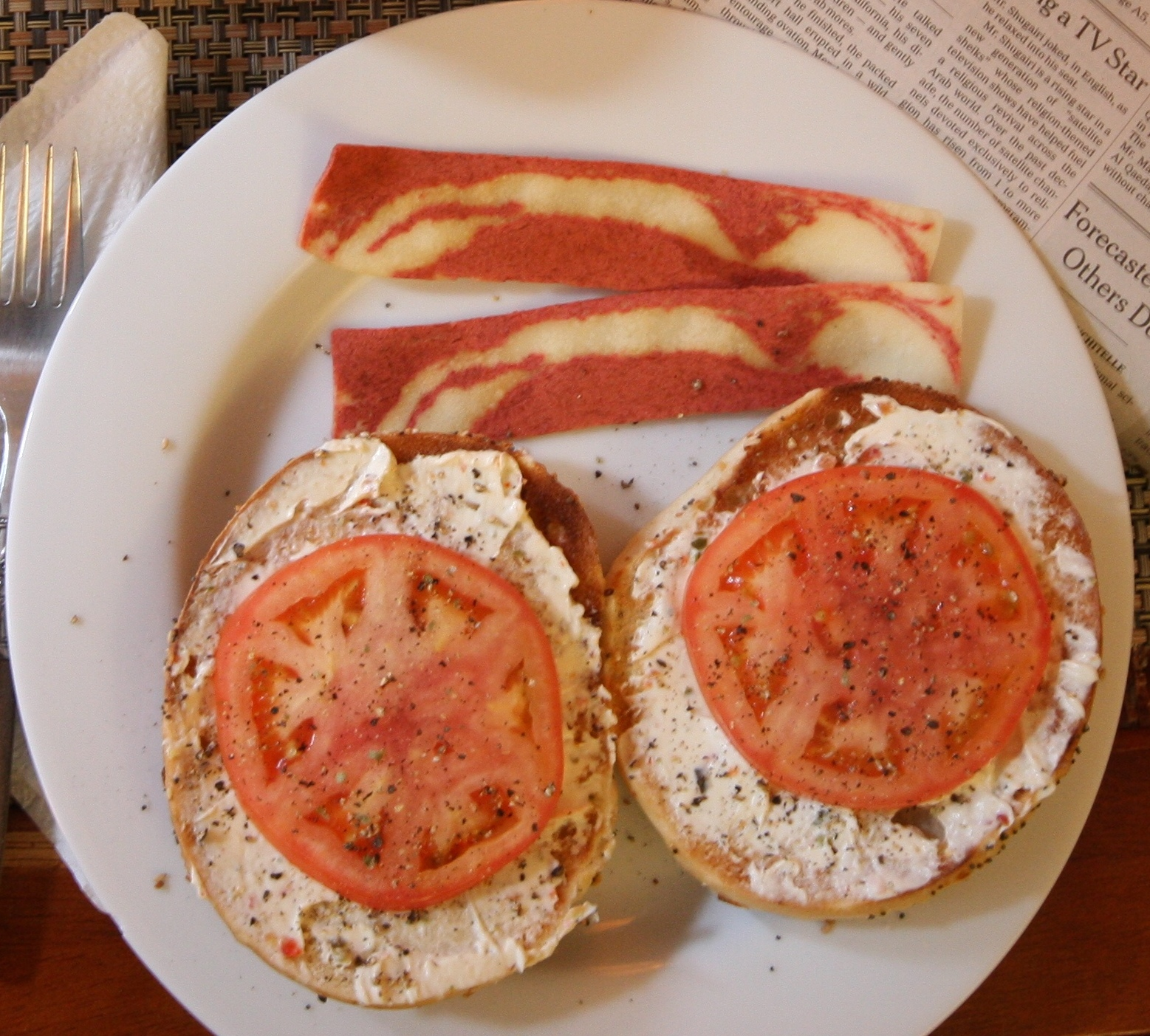
"Bacon" végétarien au déjeuné avec un bagel, du fromage à tartiner végétal et de la tomate

Le bacon végétarien, également appelé fakon (de fake -faux- et bacon en anglais), bacon vegan, ou vacon, est un produit végétal créé comme alternative au bacon.
Au Québec, la marque la plus répandue est Yves Veggie mais on peut en trouver fabriqué par des épiceries locales à Montréal.
Le bacon végétarien est également facile à faire maison en faisant une marinade à base de sauce soja et de fumée liquide, généralement pour du tempeh ou du tofu en tranche, mais celui-ci peut également être fait avec de la noix de coco ou des courgettes. Les tranches sont ensuite rôties au four ou frites à la poêle.